# Bisaltes lingafelteri
Bisaltes lingafelteri es una especie de escarabajo longicornio del género Bisaltes, subfamilia Lamiinae. Fue descrita científicamente por Martins, Santos-Silva & Galileo en 2015.
Se distribuye por Bolivia. Posee una longitud corporal de 12,9 milímetros. El período de vuelo de esta especie ocurre en el mes de enero.